# Hof Buskmose

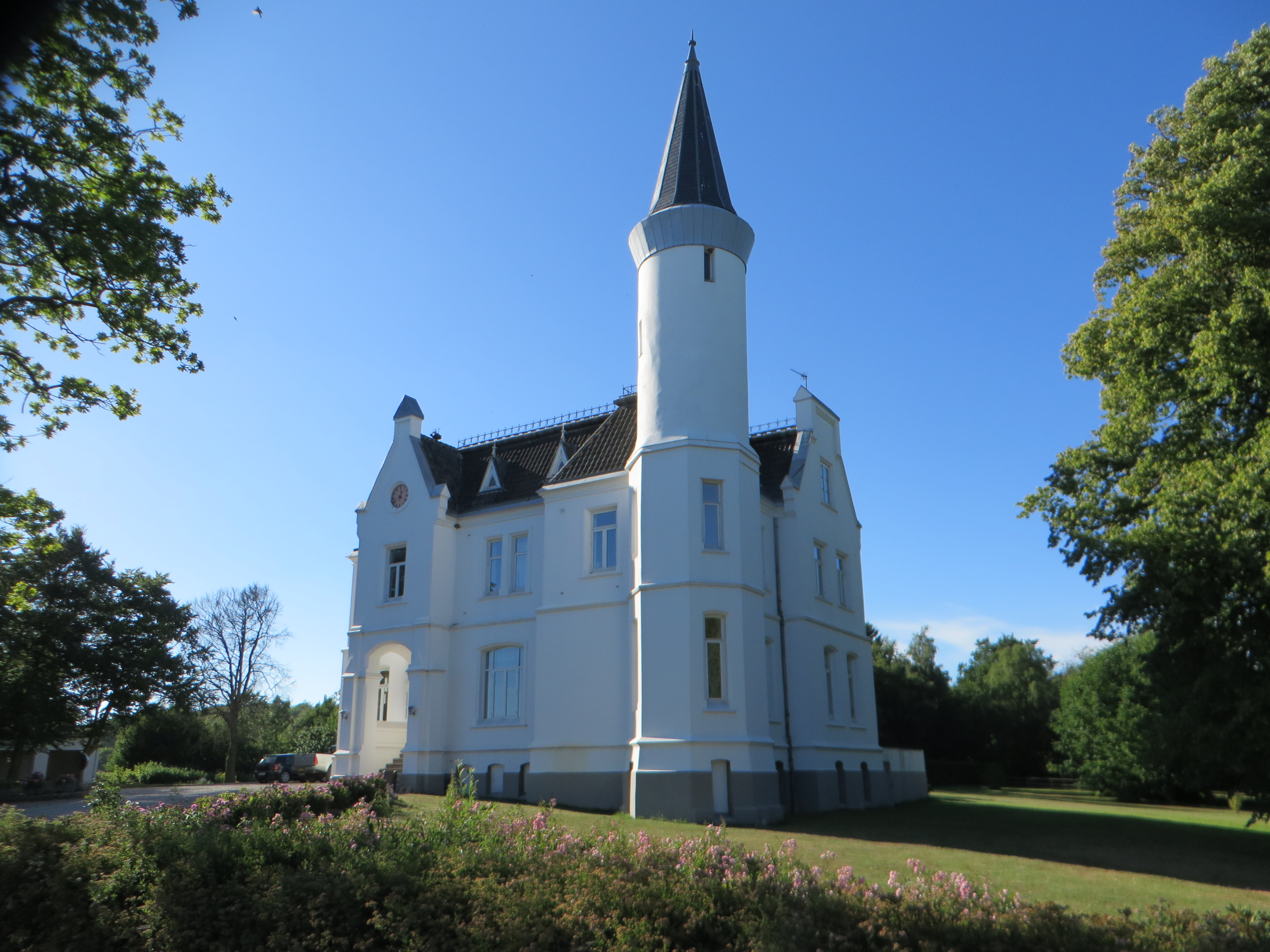
Der Hof Buskmose (2018)

Der Hof Buskmose (dänisch Buskmosegård, oder auch kurz: Buskmose) liegt beim nordschleswigschen Rinkenis auf der Nordseite der Flensburger Förde in Dänemark. Der schon seit dem 15. Jahrhundert bestehende Hof besteht heute aus einer Villenburg, eine Villa in Burgform, aus dem 19. Jahrhundert, sowie einigen neueren Hofgebäuden.

## Hintergrund
Der Hof fand erstmals 1475 Erwähnung, als er offenbar schon als Adelssitz diente. Im Südwesten, in 500 Meter Entfernung, befindet sich die alte Rinkeniser Kirche, die 1158 errichtet wurde. Die alte Kirche war ursprünglich von einem Dorf umgeben, dass aber um 1300 verschwand.
Der Hof Buskmose wurde 1885 vom preußischen Landrat von Apenrade gekauft. Baron Raphael von Uslar, ließ dort eine große Villenburg im neugotischen Stil errichten, welche dem Stil entsprechend, leichte Ähnlichkeiten zur etwas älteren Blomenburg bei Plön sowie dem Schloss Neuschwanstein zeigt. Der mittelalterlich wirkende, quadratische Bau beherbergt über dem Souterrain zwei hohe Vollgeschosse.
Der Bau zeichnet sich durch unterschiedliche bauliche Details, insbesondere zahlreiche Vorsprünge und Erker, aus. Das Mansardendach des Bauwerks trägt schwarze Dachziegel. Auf der Nordwestecke befindet sich ein Turm mit spitzem Dach. Auf der Südostecke steht ein hoher achtseitiger Turm, dessen Helm vermutlich in jüngerer Zeit zwischen 2006 und 2018 rekonstruiert wurde. Die Adresse des Anwesens lautet heute Buskmosevej 27.
Auf der Nordseite der Villenburg schließt sich ein Park an, der bis zum nördlich angrenzenden Waldstück Buskmose Skow reicht, welches wiederum im Norden in den Wald Rinkenæs Skov übergeht, der sich bis zum Schloss Gravenstein erstreckt.